# Лысогор, Артём Владимирович
Артём Владимирович Лысогор (укр. Артем Володимирович Лисогор; род. 25 апреля 1983, Днепропетровск) — украинский общественно-политический деятель, полковник полиции. Председатель Луганской областной государственной администрации с 12 апреля 2023 по 17 апреля 2025 года. Кавалер ордена «За мужество» III степени (2022).

## Биография
Родился 25 апреля 1983 года в Днепропетровске.
Окончил Национальный университет внутренних дел. Работал в Амур-Нижнеднепровском и Бабушкинском районных отделах Днепропетровского городского управления УМВД, Управлении общественной безопасности ГУМВД в Днепропетровской области, в полку особого назначения «Днепр-1»; исполняющим обязанности заместителя начальника Главного управления Нацполиции в Житомирской области.
Во время российского вторжения в Украину был участником обороны населённых пунктов вокруг г. Северодонецка.
12 апреля 2023 года, согласно указу президента Украины, был назначен председателем Луганской областной государственной администрации. 17 апреля 2025 года указом президента Украины освобождён от должности.

## Награды
- Кавалер ордена «За мужество» III степени (16 марта 2022) — за личное мужество и самоотверженные действия, проявленные в защите государственного суверенитета и территориальной целостности Украины, верность военной присяге[3].